# Заннас, Александрос
Александрос Заннас (греч. Αλέξανδρος Ζάννας; 1892, Фессалоники, Османская империя — 16 июня 1963, Афины, Греция) — греческий революционер, авиатор и политик первой половины XIX века. Участник Борьбы за Македонию, Балканских и Первой мировой войн. В период 1929—1932 годов был министром авиации, а также министром сельского хозяйства.

## Молодость — Борьба за Македонию

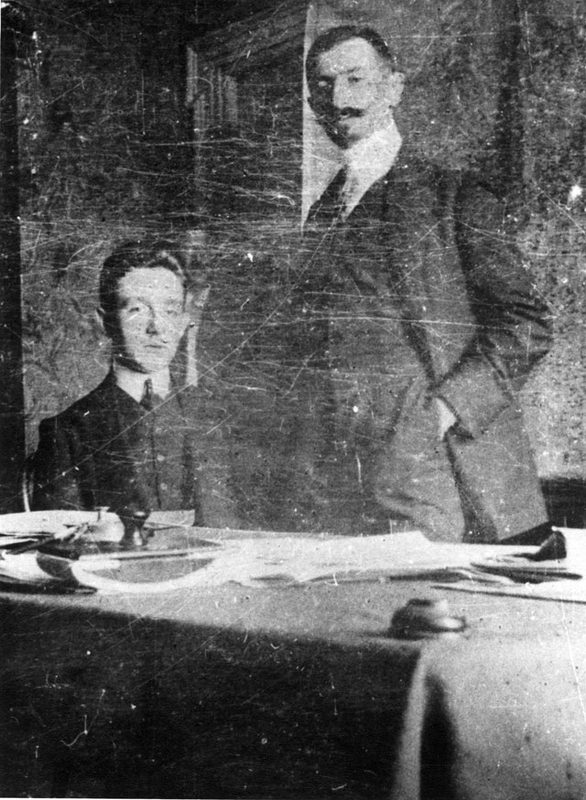
Александрос Заннас (слева) с Александросом Отонеосом.

Заннас родился в столице Османской Македонии, городе Фессалоники в 1892 году. Его отец, фармацевт Димитриос Заннас (1850—1915) был известным человеком в городе, уважаемым всеми группами населения, включая османские власти. Отец тайно принимал участие в Борьбе за Македонию, но был вне подозрения. Центром греческой пропаганды в Македонии было консульство Греции в городе, но консульство было под наблюдением.
Практически центром «Борьбы» стал дом Заннаса. Дом был местом встреч военачальников, здесь происходила передача оружия, через дом проходила закодированная переписка с партизанскими отрядами и доставлялась в консульство, здесь находили убежище раненные.
Лишь в декабре 1906 года, когда Заннас старший, подкупив охранников, дал возможность бежать из тюрьмы офицеру Иоаннису Аврасоглу, в доме был произведен обыск.
«Обиженный» фармацевт Заннас вернул свои османские награды, после чего турецкие власти призвали к порядку «проявивших чрезмерное усердие» офицеров. Авторитет Заннаса старшего в городе был неоспоримым.
Александрос Заннас и его брат Константинос уже в подростковом возрасте были задействованы в подпольной деятельности отца. Александрос принимал участие в передаче почты, оружия и боеприпасов. Кроме того, он был устроен на работу в консульство Греции, где на него был возложен сбор информации о деятельности болгарского комитета в городе. После того как к 1908 году Борьба за Македонию была свёрнута и окончив гимназию в македонской столице, Александрос Заннас уехал в Германию для продолжения учёбы.

## Балканские войны
С началом Балканских войн в 1912 году, Заннас прервал учёбу в Германии, где учился на инженера, и вступил в добровольческий отряд «капитана Матапаса» (Михаил Анагностакос — 1875—1913). Бойцы отряда Матапаса действовали в роли «пионеров» (разведчиков-диверсантов) впереди VΙΙ дивизии генерала К. Клеоменуса и помогли дивизии освободить македонский город Катерини у северных отрогов Олимпа. VII дивизия Клеоменуса первой вошла в столицу Македонии, Салоники. Командующий турецкой группировкой Хасан Тахсин-паша согласился на сдачу города греческой армии утром 26 октября 1912 года. Старый македономах Афанасий Эксадактилос, вместе с Ионом Драгумисом подняли греческий флаг над консульством Греции в городе.

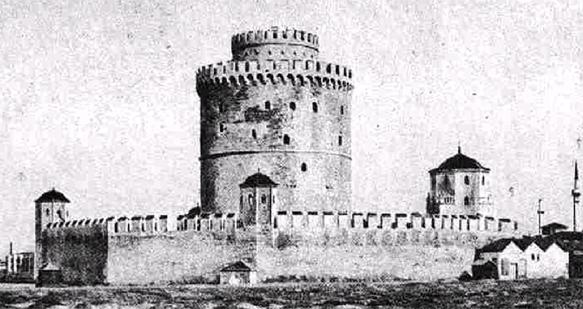
Салоникская Белая башня в 1912 году.

Одновременно, Александрос Заннас, вместе с безвестным греческим моряком, водрузили греческий флаг над Белой башней, сопровождаемые радостными возгласами греческого населения города. Сразу после освобождения города, Заннас старший создал в Салониках отделение Греческого Красного Креста и руководил им до своей смерти в 1915 году.

## Первая мировая война
В годы Первой мировой войны Александрос Заннас женился на Виргинии (Виргиния Занна 1897—1980), дочери Пенелопы Дельта, через которую познакомился и стал дружен с премьер-министром Э. Венизелосом. Дружбе с Венизелосом Александрос Заннас остался верен до конца жизни этого великого политика. Позже Заннас стал также дружен и с офицером Н. Пластирасом. Не в последнюю очередь в силу своих дружеских отношений с Венизелосом, в период Национального раскола Заннас стал членом-учредителем «Комитета Национальной Обороны».
Не располагаем информацией когда Заннас получил лётную подготовку. Но с вступлением Греции в войну в июне 1917 года в Македонии стала активно действовать греческая Авиационная Служба Армии (ΑΥΣ), которой оказывали помощь французы под командованием «майора Дена». Помощником Дена в развитии ΑΥΣ выступал «греческий лётчик Александрос Заннас».

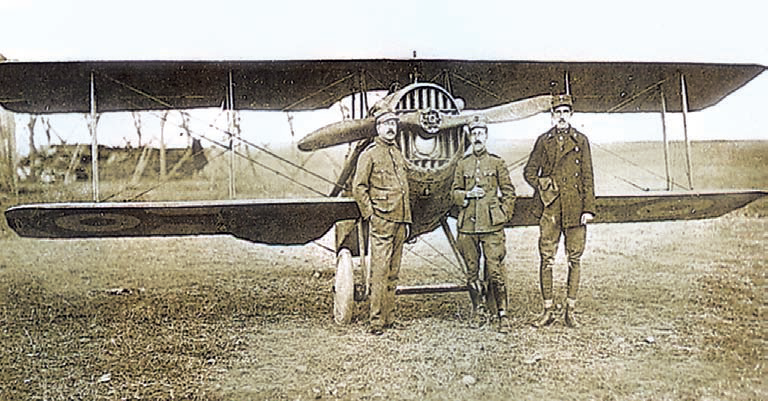
Александрос Заннас (в середине) перед самолётом Spad S.VII

13 марта 1918 года была создана 531-я Истребительная эскадрилья, имевшая в своём составе самолёты Nieuport 24bis и Spad VII/XIII. Командованией эскадрильей было поручено Александросу Заннасу. Авиационный опыт приобретённый Заннасом в годы Первой мировой войны, сказался в дальнейшем в его авиационной министерской деятельности.
Тем временем, в том же 1918 году, жена Заннаса вступила в греческий Красный Крест сестрой милосердия.

## Межвоенные годы

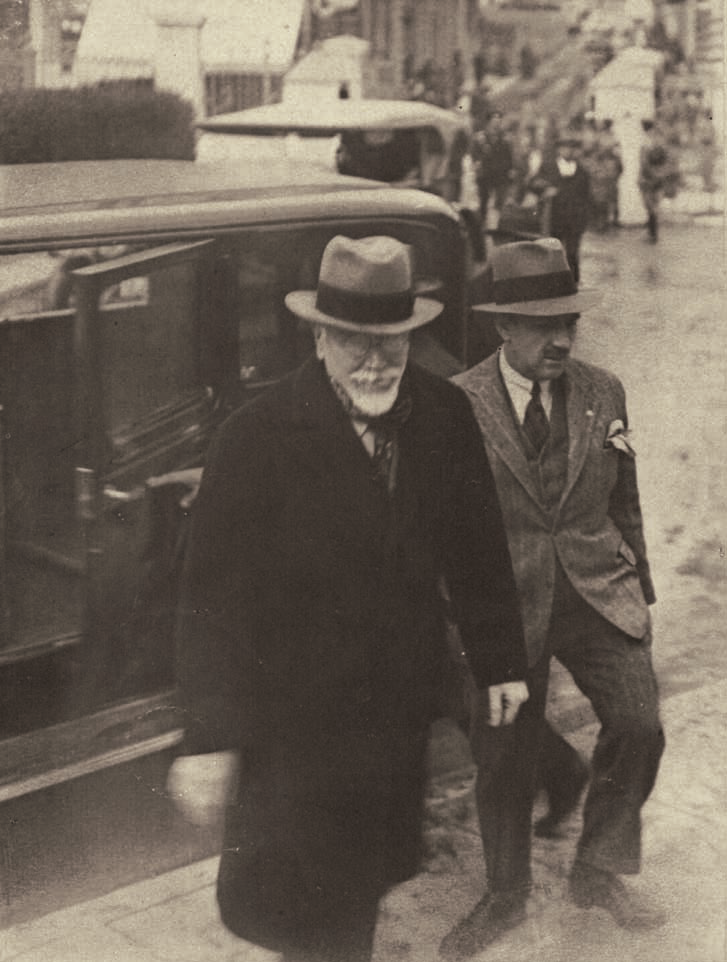
Элефтериос Венизелос с Александросом Заннасом

Заннас стал первым министром авиации в Греции, а точнее заместителем министра при Венизелосе в качестве министра с 28 декабря 1929 года по 30 марта 1930 года, а затем министром до 25 мая 1932 года. Будучи сам военным лётчиком и командиром эскадрильи в годы Первой мировой войны, Заннас стал инициатором создания единой Греческой военной авиации До того Военная авиация была разделена на армейскую и морскую авиацию и инициатива Заннаса встретила сопротивление как армейских так и флотских офицеров-лётчиков. С целью преодолеть это сопротивление, Заннас предложил чтобы первоначально Венизелос лично возглавил министерство. Одновременно, с 25 февраля по 25 мая 1932 года Заннас исполнял обязанности министра сельского хозяйства.
В дальнейшем он был избран депутатом Парламента эллинов в 1933 и 1936 годах.
Будучи сторонником и другом Венизелоса и следуя за Н. Пластирасом, Заннас принял участие в неудачной попытке переворота 1935 года. Заннас, вместе с полковником С. Сарафисом и капитаном ВМФ Колиалексисом, был в триумвирате заговорщиков и после неудачного исхода путча был гоним:435. В марте 1936 года, в Париже, Заннас сидел у изголовья умирающего Венизелоса, выслушивая последние инструкции своего лидера.

## Вторая мировая война
С началом итальянского вторжения в Грецию (28 октября 1940 года) Виргиния Занна отправила свою девятнадцатилетнюю дочь Элени, а затем и вторую дочь, Аргини, сёстрами милосердия на фронт. При этом Виргиния Занна наявила: «Там место моих детей, рядом с мужественными, сражающимися за нашу свободу». Сама Виргиния Занна возглавила корпус сестёр милосердия в прифронтовых Македонии и Фракии. Впоследствии Виргиния Занна была награждена медалью Красного Креста имени Флоренс Найтингейл. 27 апреля 1941 года, с вступлением немцев в Афины, тёща Заннаса, писательница Пенелопа Дельта, покончила жизнь самоубийством в доме Заннаса в Афинах. Сегодня у дома установлена памятная плита.
С началом тройной, германо-итало-болгарской, оккупации старший брат Александра, Константин Заннас, который к этому времени стал президентом греческого Красного Креста, был арестован немцами за укрытие и эвакуацию на Ближний Восток британских военнослужащих. Сам Александрос Заннас попытался создать организацию Сопротивления вне руководимого греческими коммунистами Национально-освободительного фронта.
В 1942 году Заннас был арестован итальянскими оккупационными властями и был отправлен в Италию. Из итальянской тюрьмы Заннас писал своим детям: «вы только не печальтесь. Я хочу чтобы с высоко поднятой головой, со свойственным македонянам хладнокровием и общегреческим достоинством, вы встали перед бурей, которая в любом случае быстро пройдёт».

## После войны
После Освобождения Греции в октябре 1944 года, Заннас был вновь вовлечён в политическую деятельность и был избран депутатом парламента в 1950 году. Он был членом правящего совета Партии либералов и одним из её самых видных деятелей, оставаясь верным создателю этой партии, Э. Венизелосу. В 1945 году, продолжая семейную традицию, он стал президентом Красного Креста Греции
Александрос Заннас умер в Афинах 16 июня 1963 года.
Его сын, Павлос Заннас (1928—1989), стал известным литератором, переводчиком и кинокритиком.
В Музее Бенаки в Афинах хранится Архив Александра & Виргинии Заннасов.

## Литературная деятельность
- Борьба за Македонию (воспоминания) («Ο Μακεδονικός Αγών (αναμνήσεις)» — Θεσσαλονίκη 1960)
- Оккупация (воспоминания) («Η Κατοχή (αναμνήσεις — επιστολές)» — εκδ. ΕΣΤΙΑ , Αθήναι 1964)
- статьи в газетах и журналах.

## Масон
Согласно информации Великой ложи Греции (ΜΕΓΑΛΗ ΣΤΟΑ ΤΗΣ ΕΛΛΑΔΟΣ) Александрос Заннас был её членом.